# Конституция Йемена
Конституция Йемена (араб. دستور اليمن‎) — основной закон Йеменской Республики, ратифицированный по итогу всенародного референдума 16 мая 1991 года. Она определяет республику как независимую и суверенную арабскую и исламскую страну и устанавливает шариат в качестве основы всех законов.
В феврале 2001 года на общенациональном референдуме было принято несколько поправок, увеличивающие президентский срок до семи лет, парламентский — до шести лет, а также увеличивающие численность и полномочия Совета Шуры Йемена.

## Содержание
Конституция состоит из 162 статей в пяти частях:
- Часть Первая: Основы государства
  - Глава 1. Политические основы (статьи 1—6)
  - Глава 2. Экономические основы (статьи 7—23)
  - Глава 3. Социальные и культурные фонды (статьи 24—35)
  - Глава 4. Фонды национальной обороны (статьи 36—40)
- Часть Вторая: Основные права и обязанности граждан (статьи 41—61)
- Часть Третья: Организация органов государственной власти
  - Глава 1. Законодательная власть (статьи 62—104)
  - Глава 2. Исполнительная власть (статьи 105—148)
  - Глава 3. Судебная власть (статьи 149—154)
- Часть Четвёртая: Герб, флаг и государственный гимн Республики  (статьи 155—157)
- Часть Пятая: Основания для внесения изменений в Конституцию и общие положения (статьи 158—162)

## Новая Конституция
В связи с йеменской революцией 2011–2012 годов ожидалось, что президент Йемена Абд-Раббу Мансур Хади подготовит проект новой Конституции в период 2012–2014 годов.
В январе 2015 года комитет разработал проект новой Конституции, однако члены Национального органа по контролю за выполнением решений Конференции национального диалога, как от Всеобщего народного конгресса, так и от хуситов, отказались голосовать по этому проекту. Это привело к задержке запланированного референдума по новой Конституции, в частности президентских и парламентских выборов, отложенных до проведения референдума, учитывая начало гражданской войны в стране.